# 쥘 비올
쥘 루이 가브리엘 비올(Jules Louis Gabriel Violle, 1841년 11월 16일 ~ 1923년 9월 12일)은 프랑스의 물리학자이자 발명가이다.
1875년 몽블랑 산에서 태양 상수를 측정했으며, 1881년에는 최초로 광도의 단위 비올(violle)을 고안하였다.